# Heishui, Pingchang
Heishui (kinesiska: 黑水乡, 黑水) är en socken i Kina. Den ligger i provinsen Sichuan, i den sydvästra delen av landet, omkring 280 kilometer öster om provinshuvudstaden Chengdu. Antalet invånare är 5 817. Befolkningen består av 2 810 kvinnor och 3 007 män. Barn under 15 år utgör 21,0 %, vuxna 15-64 år 66 %, och äldre över 65 år 11,0 %.
Genomsnittlig årsnederbörd är 1 545 millimeter. Den regnigaste månaden är september, med i genomsnitt 280 mm nederbörd, och den torraste är december, med 8 mm nederbörd.